# Наліт (військова справа)
Наліт — найдинамічніший і найшвидкоплинніший спосіб ведення бойових дій; стрімкий (раптовий, несподіваний) напад або результат такого нападу.

## Історія
Набіг готується таємно від ворога і здійснюється стрімким, коротким ударом з метою захоплення полонених, знищення живої сили ворога, порушення його комунікацій, руйнування важливих об'єктів тощо. Після виконання поставленого завдання сили, що брали участь у набігу, швидко відходили, щоб уникнути удару у відповідь. Для проведення набігів найчастіше[джерело?] застосовувалася кіннота.

## Сучасність
Це раптовий напад розвідувальних і диверсійних груп (загонів) сухопутних військ, партизанів (повстанців) у тилу супротивника на його штаби, склади, аеродроми, невеликі гарнізони тощо. Також авіація здійснює повітряний наліт (ударами авіації)[уточнити], артилерія — вогневі нальоти. У сучасних збройних конфліктах в набігових діях військово-морського флоту можуть широко застосовуватися легкі надводні кораблі (катери), оснащені ракетною зброєю.